# Actinomyxa
Actinomyxa — рід грибів родини Microthyriaceae. Назва вперше опублікована 1917 року.

## Класифікація
До роду Actinomyxa відносять 1 вид:
- Actinomyxa australiensis